# Anderny
Anderny település Franciaországban, Meurthe-et-Moselle megyében. Lakosainak száma 255 fő (2022. január 1.). Anderny Audun-le-Roman, Mont-Bonvillers, Mairy-Mainville, Malavillers, Sancy és Tucquegnieux községekkel határos.

## Népesség
A település népességének változása:
| Lakosok száma | 326  | 241  | 222  | 303  | 275  | 256  | 254  | 258  | 258  | 255  |
|               | 1968 | 1982 | 1999 | 2006 | 2011 | 2015 | 2017 | 2018 | 2020 | 2022 |